# U-1014
| U-1014                     | U-1014 | U-1014 |
| -------------------------- | --- | --- |
|                            | | |
|                            | | |
| U-995, однотипний з U-1014 | | |
| Під прапором               | Третій Рейх | Третій Рейх |
| Спуск на воду              | 30 січня 1944 року | 30 січня 1944 року |
| Виведений зі складу флоту  | 14 березня 1944 року | 14 березня 1944 року |
| Сучасний статус            | 4 лютого 1945 року потоплений у Північній протоці східніше Малін-Хеда британськими фрегатами «Лох Скавейг», «Ньясаленд», «Папуа» і «Лох Шин» | 4 лютого 1945 року потоплений у Північній протоці східніше Малін-Хеда британськими фрегатами «Лох Скавейг», «Ньясаленд», «Папуа» і «Лох Шин» |
| Проєкт                     | | |
| Тип ПЧ                     | Торпедний ДПЧ | Торпедний ДПЧ |
| Розробник проєкту          | Blohm + Voss, Бремен | Blohm + Voss, Бремен |
| Основні характеристики     | | |
| Швидкість (надводна)       | 17,7 вузла | 17,7 вузла |
| Швидкість (підводна)       | 7,6 вузла | 7,6 вузла |
| Робоча глибина занурення   | 100 м | 100 м |
| Гранична глибина занурення | 250 м | 250 м |
| Автономність плавання      | 8500 миль (15 700 км) на швидкості 10 вузлів (18,6 км/год) (надводна) 80 миль (150 км) на швидкості 4 вузли (7,4 км/год) (підводна)          | 8500 миль (15 700 км) на швидкості 10 вузлів (18,6 км/год) (надводна) 80 миль (150 км) на швидкості 4 вузли (7,4 км/год) (підводна)          |
| Екіпаж                     | 46 осіб | 46 осіб |
| Розміри                    | | |
| Довжина найбільша (по КВЛ) | 67,1 м | 67,1 м |
| Ширина корпусу найб.       | 6,2 м | 6,2 м |
| Висота                     | 9,6 м | 9,6 м |
| Середня осадка (по КВЛ)    | 4,74 м | 4,74 м |
| Водотоннажність надводна   | 759 т | 759 т |
| Озброєння                  | | |
| Артилерія                  | 1 × 88-мм палубна гармата SK C/35 | 1 × 88-мм палубна гармата SK C/35 |
| Торпедно- мінне озброєння  | 4 носових і один кормовий ТА 14 торпед або 26 мін TMA                                                                                        | 4 носових і один кормовий ТА 14 торпед або 26 мін TMA                                                                                        |
| ППО                        | 1 × 37-мм зенітна гармата Flak M42 2 × 20-мм зенітні гармати FlaK 30                                                                         | 1 × 37-мм зенітна гармата Flak M42 2 × 20-мм зенітні гармати FlaK 30                                                                         |

U-1014 — німецький підводний човен типу VIIC/41, що входив до складу Військово-морських сил Третього Рейху за часів Другої світової війни. Закладений 25 березня 1943 року на верфі Blohm + Voss у Гамбурзі. Спущений на воду 30 січня 1944 року, а 14 березня 1944 року корабель увійшов до складу 31-ї навчальної флотилії ПЧ ВМС нацистської Німеччини. Єдиним командиром човна був оберлейтенант-цур-зее Вольфганг Глазер.

## Історія служби
U-1014 належав до німецьких підводних човнів типу VIIC/41, однієї з модифікацій найчисленнішого типу субмарин Третього Рейху, яких випущено 703 одиниці. Службу розпочав у складі 31-ї навчальної та з 1 січня 1945 року — після завершення підготовки — в 11-й бойовій флотилії ПЧ Крігсмаріне. Підводний човен здійснив один бойовий похід в Атлантичний океан, під час якого не потопив та не пошкодив жодного судна чи корабля.
4 лютого 1945 року потоплений в Північній протоці східніше Малін-Хеда британськими фрегатами «Лох Скавейг», «Ньясаленд», «Папуа» і «Лох Шин». Всі 48 членів екіпажу загинули.